# Tenda (peuple)
Pour les articles homonymes, voir Tenda.
Les Tenda forment un groupe ethnolinguistique d'Afrique de l'Ouest établi aux confins du Sénégal, de la Guinée et de la Guinée-Bissau et regroupant notamment les Bassari, les Coniagui, les Bédik et les Badiaranké.

## Ethnonymie
Selon les sources, on observe quelques variantes : Tanda, Tendas.

## Langues
Ils parlent les langues tenda, des langues sénégalo-guinéennes qui font partie des langues atlantiques.